# Chabournay
Chabournay is een gemeente in het Franse departement Vienne (regio Nouvelle-Aquitaine) en telt 725 inwoners (1999). De plaats maakt deel uit van het arrondissement Poitiers.

## Geografie
De oppervlakte van Chabournay bedraagt 5,8 km², de bevolkingsdichtheid is 125,0 inwoners per km².
De onderstaande kaart toont de ligging van Chabournay met de belangrijkste infrastructuur en aangrenzende gemeenten.

## Demografie
Onderstaande figuur toont het verloop van het inwonertal (bron: INSEE-tellingen).